# One for the Money
One for the Money is een Amerikaanse komische film uit 2012 van Julie Ann Robinson met in de hoofdrollen onder meer Katherine Heigl en Jason O'Mara. De film is gebaseerd op het gelijknamige boek van Janet Evanovich uit 1994.

## Verhaal
Stephanie (Katherine Heigl) is net gescheiden en werkloos en treedt daarom ten einde raad in dienst bij haar schimmige neef Vinnie (Patrick Fischler), een borgtochtgeldschieter. Hoewel ze geen ervaring heeft, geeft Vinnie haar meteen een lastige klus, het vinden van moordverdachte en voormalig zedenagent Joe (Jason O'Mara). Het toeval wil dat Joe ook degene is die Stephanie op de middelbare school heeft ontmaagd en daarna gedumpt. Ondertussen heeft Stephanie het ook te stellen met haar bemoeizuchtige familie.

## Rolverdeling
| Acteur           | Personage             | Opmerkingen                                            |
| ---------------- | --------------------- | ------------------------------------------------------ |
| Katherine Heigl  | Stephanie Plum        |                                                        |
| Jason O'Mara     | Joe Morelli           | moordverdachte                                         |
| Patrick Fischler | Vinnie Plum           | borgtochtgeldschieter, neef en werkgever van Stephanie |
| Sherri Shepherd  | Lula                  |                                                        |
| Daniel Sunjata   | Ricardo Carlos Manoso |                                                        |
| Debbie Reynolds  | oma Mazur             |                                                        |
| John Leguizamo   | Jimmy Alpha           |                                                        |
| Fisher Stevens   | Morty Beyers          |                                                        |